# جورج نيوبولد لورانس
جورج نيوبولد لورانس (بالإنجليزية: George Newbold Lawrence)‏ هو عالم حيوانات وعالم طيور أمريكي، ولد في 20 أكتوبر 1806 في نيويورك في الولايات المتحدة، وتوفي في 17 يناير 1895.